# Karin Krog
Karin Krog est une chanteuse norvégienne de jazz, née le 15 mai 1937, à Oslo.
Elle a collaboré avec de nombreux musiciens de jazz, en particulier Arild Andersen, Jan Garbarek, Dexter Gordon, Kenny Drew, Don Ellis, Steve Kuhn, Archie Shepp, John Surman, Red Mitchell.

## Prix
- 1965 - Buddyprisen from Norsk jazzforbund
- 1974 - Norwegian Grammy Årets spellemann
- 1975 - Female Singer of the Year from European Jazz Federation
- 1981 - Oslo Council Artist Award
- 1999 - Spellemannprisen, avec John Surman

## Discographie partielle
- Some Other Spring 1970
- George Gershwin + Karin Krog 1974
- We Could Be Flying 1974
- Different Days, Different Ways 1976
- Hi-Fly 1976, avec Archie Shepp
- Three's A Crowd 1977, avec Red Mitchell
- Cloud Line Blue 1978, avec John Surman
- I Remember You 1980, avec Red Mitchell
- Something Borrowed, Something New 1989
- Karin Krog Sings Gershwin 1993
- JubileeJubilee 1995
- Bluesand 1999, avec John Surman
- Raindrops, Raindrops 2002
- Where Flamingos Fly 2003
- Where You At? 2003
- Sweet Talker - The Best of Karin Krog 2005